# Brauet i Companyia
Brauet i Companyia va ser una empresa fundada a Cuba per diversos catalans originaris de Sitges.
El 1865 es constituí la nova empresa, filla de la societat "Brauet y Farran", dels sitgetans emigrats Cristòfol Brauet i Soler (1828-1905) i Josep Farran i Llopart (1831-1902). Posteriorment s'hi incorporaren altres socis, procedents també de Sitges, com Artur i Bartomeu Misàs i Rosés, Rafael Llopart i Ferret, Rafael Blay i Segura i Bonaventura Blay i Milà. Els dos darrers n'arribarien a ser socis gerents i socis comanditaris, cadascú en una època.
La societat es dedicà a la banca i a altres activitats comercials, i va ser especialment activa a l'aleshores província cubana d'Oriente. Tingué una sucursal a l'Havana. Es dissolgué el 1910, quan va ser substituïda per "Marimon, Bosch i Cía".